# Андрусенко, Александр Анатольевич
Александр Анатольевич Андрусенко (род. 16 сентября 1953) — советский легкоатлет, специалист по бегу на средние дистанции. Выступал за сборную СССР по лёгкой атлетике в 1970-х годах, чемпион СССР в беге на 1500 метров, победитель Спартакиады народов СССР, призёр первенств всесоюзного и всероссийского значения, участник Всемирной Универсиады в Риме. Представлял Краснодар и физкультурно-спортивное общество «Динамо».

## Биография
Родился 16 сентября 1953 года в семье горного инженера Анатолия Антоновича Андрусенко, кавалера ордена Ленина. Уроженец Майкопа, после окончания школы переехал на постоянное жительство в Краснодар, окончил Краснодарский государственный институт физической культуры. Выступал за физкультурно-спортивное общество «Динамо».
В мае 1970 года в возрасте 17 лет привлекался в состав советской сборной, участвовал в сборах лучших молодых атлетов в Цахкадзоре.
В августе 1974 года на соревнованиях в Подольске в беге на 1500 метров показал результат 3:41.1 и занял четвёртое место.
Наивысшего успеха в своей спортивной карьере добился в сезоне 1975 года, когда на чемпионате страны в рамках VI летней Спартакиады народов СССР в Москве на предварительном квалификационном этапе 1500 метров установил свой личный рекорд 3:40.2, а в решающем финальном забеге с результатом 3:41.3 превзошёл всех соперников и завоевал золотую награду. Будучи студентом, представлял Советский Союз на Всемирной Универсиаде в Риме — здесь в дисциплине 1500 метров показал время 3:49.30 и в финал не вышел.